# Мавпячий міст

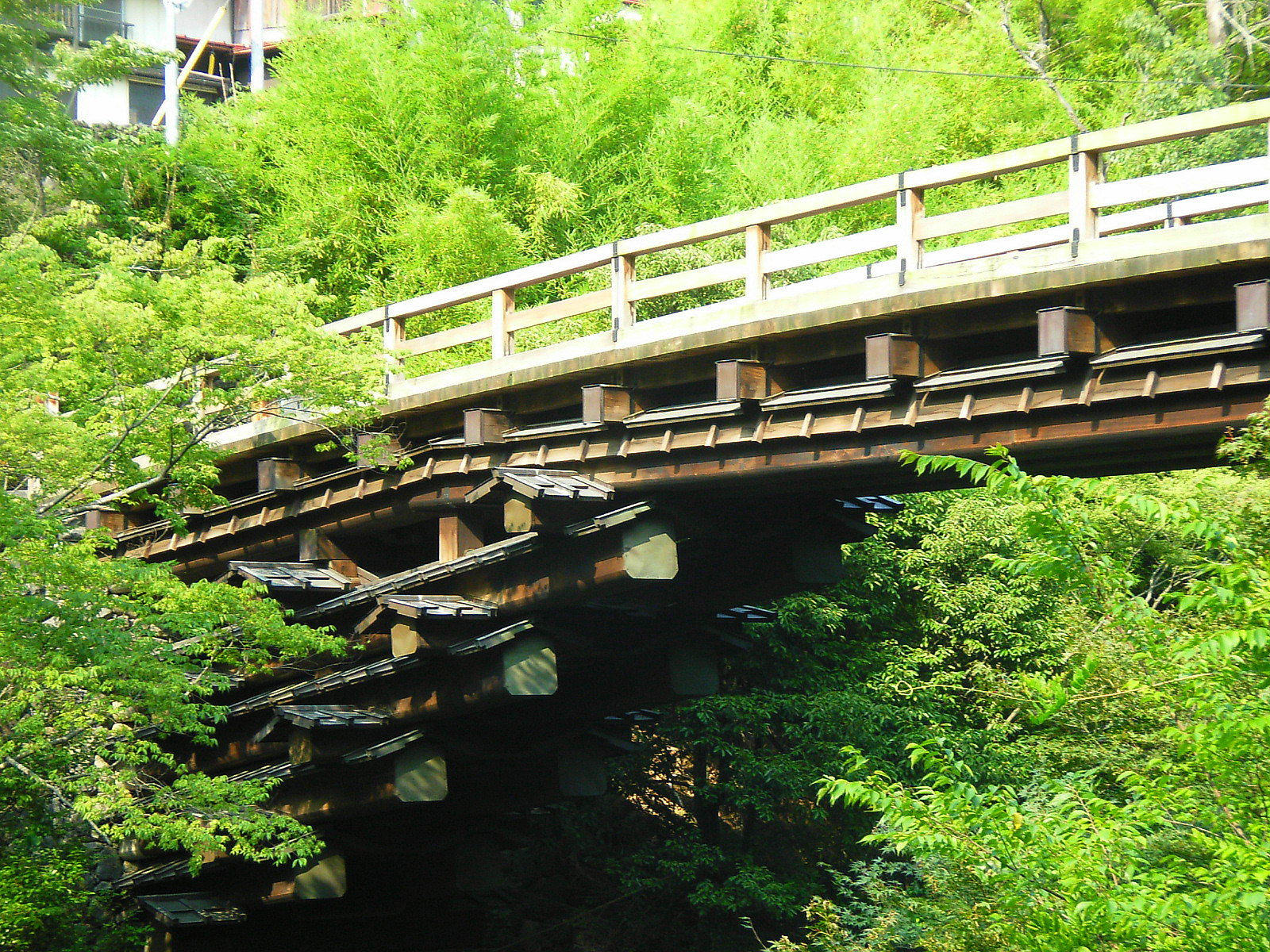
Мавпячий міст

Ма́впячий мі́ст (яп. 猿橋, さるはし, МФА: [saɾuhaɕi]) — дерев'яний міст в Японії, над річкою Кацура. Розташований в кварталі Сарухасі міста Оцукі префектури Яманасі. Один з трьох «дивних мостів» періоду Едо. Споруджений на двох дерев'яних платформах, що нагадують сходи догори дригом. Отримав назву від асоціації з мавпами, що долають річку вхопившись за ліаноподібні гілки гліциній. Використовується як пішохідний міст. Висота — 30,9 м, ширина — 3,3 м. 